# 藤波康忠
藤波 康忠（ふじなみ やすただ）は、室町時代後期の日本の公家、神宮祭主。

## 生涯
神宮祭主藤波朝忠の子として生まれ、天文9年（1540年）、叙爵される。
元亀元年11月、父・朝忠が薨去し、祭主職を引き継ぐことになる。しかし未だ正式な補任の無い中で、禰宜松木房彦の死去に伴う後任推挙をめぐって相論があった（伊勢神宮禰宜職相論）。そのため祭主補任は遅れ、元亀3年2月1日（1572年3月14日）、ようやく祭主に補任される。しかし同年5月24日、公卿に進むことなく、41歳の若さで卒去した。

## 官歴
- 天文9年2月18日（1540年3月26日）、従五位下
- 天文17年1月20日（1548年2月29日）、従五位上
- 天文17年2月21日（1548年3月30日）、神祇権大副
- 弘治2年3月11日（1556年4月20日）、正五位下
- 永禄2年2月9日（1559年3月17日）、従四位下
- 永禄9年11月9日（1566年12月20日）、従四位上

## 系譜
- 父：藤波朝忠
- 妻：不詳
  - 子：藤波慶忠